# Северный (Степновский район)
Се́верный — хутор в Степновском районе (муниципальном округе) Ставропольского края России.
До 16 марта 2020 года входил в состав муниципального образования «Сельское поселение Верхнестепновский сельсовет».

## География
Расстояние до краевого центра: 207 км.
Расстояние до районного центра: 28 км.

## Население
| 1989 | 2002 | 2010 | 2014 |
| ---- | ---- | ---- | ---- |
| 172  | ↗234 | ↘213 | ↘200 |

По данным переписи 2002 года, 72 % населения — русские.

## Кладбище
- Общественное открытое кладбище. Находится примерно в 13 км по направлению на юго-запад от дома № 7 по улице Советской. Площадь участка 6897 м²[7].